# La straordinaria storia della vita sulla Terra
La straordinaria storia della vita sulla Terra, sottotitolo Diario di un viaggio lungo quattro miliardi di anni è un libro scritto da Piero Angela e Alberto Angela composto da 18 capitoli. 

## Edizioni
- Piero Angela e Alberto Angela, La straordinaria storia della vita sulla terra, Arnoldo Mondadori Editore, 1992,  pp. 397, cap. 18.